# Cristina Grigoraș (canotoare)
Cristina Grigoraș (n. 25 aprilie 1990, Huși, Vaslui, România) este o canotoare română. A participat la Jocurile Olimpice de vară din 2012.